# Golf du Touquet-Paris-Plage
Le golf du Touquet-Paris-Plage, appelé aujourd'hui « Touquet Golf Resort », est un parcours de golf inauguré en 1904 sur le territoire de la commune du Touquet-Paris-Plage dans le Pas-de-Calais. C'est l'un des plus grands complexes golfiques de France. Il est géré, depuis 1992, par le groupe familial « Open Golf Club », premier propriétaire français depuis 1903, année de sa création.

## Historique

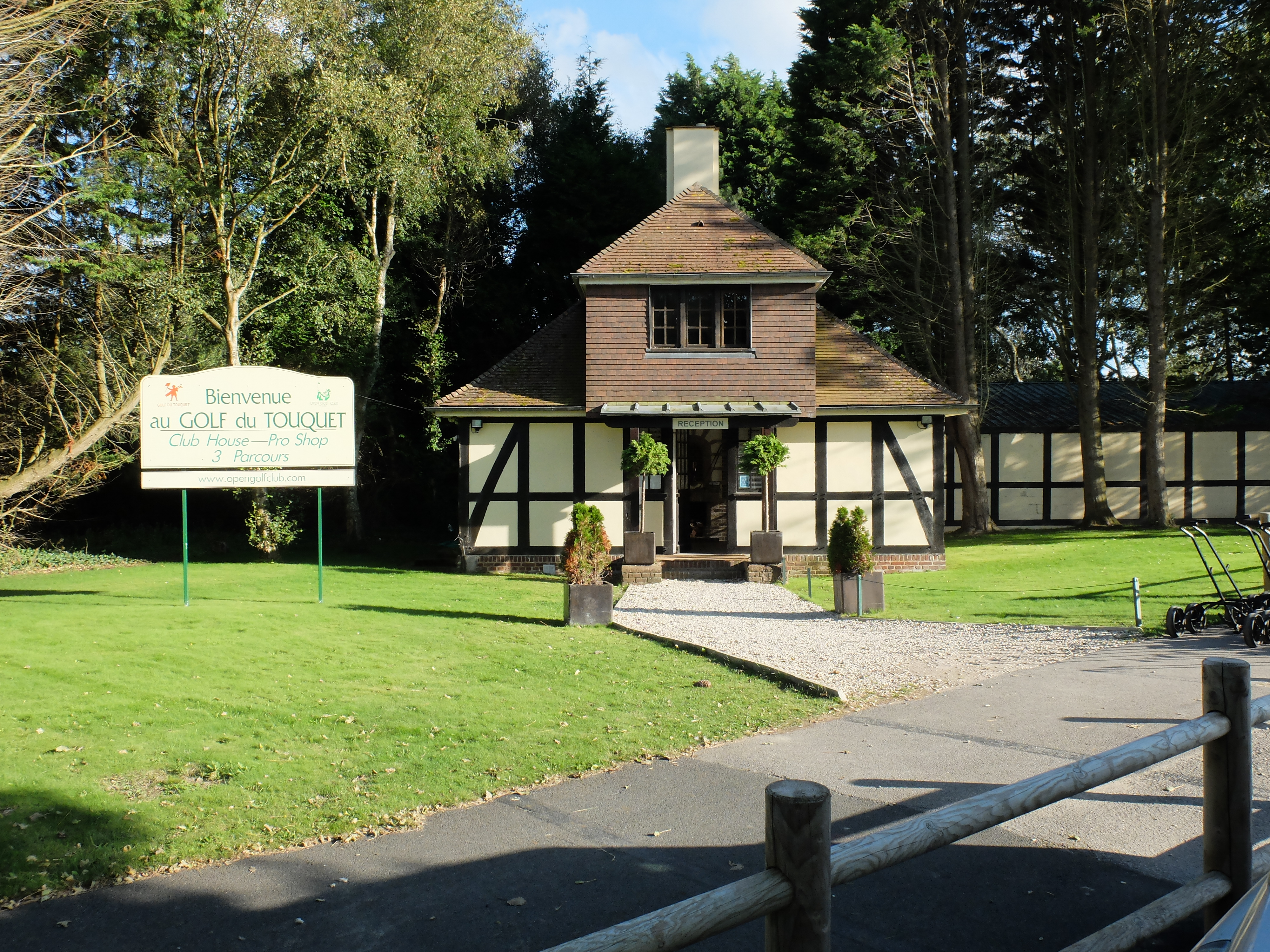
L'ancienne réception.

Ce golf, que l'on doit à la présence britannique à Paris-Plage au début du XXe siècle — et particulièrement à un homme, Allen Stoneham, son fondateur — a été le troisième golf construit en France. Inauguré en 1904 par Lord Balfour, Premier ministre britannique, il ne propose alors qu'un seul parcours ; un second est construit en 1910 et un troisième en 1931.
Le « Touquet Golf Resort » propose aujourd'hui (2022) trois parcours :
- le parcours de « La Forêt », dessiné en 1904, par Horace Hutchinson (1859-1932)[1], au cœur de la pinède (18 trous, 5 774 m, PAR71) ;
- le parcours de « La Mer » dessiné en 1931 au cœur des dunes sauvages (18 trous, 6 330 m, PAR72). Il a été commandé au talentueux Harry Colt, sans doute en collaboration avec Charles Hugh Alison (en)[2], et celle du nouveau club-house, est signé par l'architecte Léon Hoyez[i 1] ;
- et, pour les compétitions de classement, un troisième parcours « Le Manoir » (9 trous, 2 816 m, PAR35)[3].

Le jeudi 5 novembre 1908 a lieu l'inauguration de l'hôtel du Golf, appelé aussi l'hôtel du Touquet, avec une capacité initiale de 54 chambres. Après deux campagnes de travaux destinées à augmenter sa capacité d'accueil, en 1914 et en 1925, cet établissement hôtelier est complètement détruit au cours de la Seconde Guerre mondiale, par les bombardements alliés, le 4 juin 1944.
Dans les années 1920, le prince de Galles (1894-1972) y avait séjourné, à plusieurs reprises, afin de participer à des parties de golf.
Allen Stoneham, fondateur du golf, meurt en 1927.
Sous l'Occupation, les dirigeants de la « Société du Golf du Touquet Limited » (domiciliée au « Golf Hôtel, le Touquet ») sont éclipsés par le régime de Vichy en vertu de la loi du 10 septembre 1940 et de son décret d'application du 16 janvier 1941. « Vu l'impossibilité où se trouvent les dirigeants [...] d'exercer leurs fonctions », ils sont remplacés par un habitant Touquettois conformément à l'arrêté du 7 octobre 1941 relatif à la nomination d'un « administrateur provisoire », signé par délégation pour le secrétaire d'État à la production industrielle du gouvernement François Darlan
En 1956, Vincent Stoneham, fils d'Allen Stoneham, cède le domaine du Golf à des promoteurs britanniques, les Bell et en 1992, le domaine du Golf est repris par le groupe familial « Open Golf Club », premier propriétaire français depuis 1903.

## De nos jours
En 2000, le trou no 10 a été classé dans les plus beaux de France.
Un nouveau club-house ouvre en 2016 avec à disposition : un accueil, un Pro shop (en), des vestiaires, un caddy store, la location de voiturettes, un bar, un salon, une terrasse, des chargeurs pour les véhicules électriques et une brasserie.
En 2017, le parcours de « La Mer » est remonté à la 31e place du Top 100 Golf Courses Continental Europe du magazine Golf World. Cette place est le fruit des deux architectes Frank Pont et Patrice Boissonnas. Spécialistes des tracés d’avant-guerre, ces derniers ont basé leur travail sur de nombreux documents historiques, ainsi que d’archives, pour retrouver les tracés de cette période. Pour le Golf du Touquet, Pont et Boissonnas ont même utilisé des photographies aériennes datant des années 1930. Nous parlons ici littéralement de restauration, puisqu’ils sont parvenus à ressusciter quatre trous qui avaient été perdus à la suite des bombardements de la Seconde Guerre mondiale. Selon Charles Debruyne, directeur du golf du Touquet, ce nouveau classement témoigne du retour spectaculaire du parcours de La Mer parmi les meilleurs links du continent, et notamment le no 1 en France.
En janvier 2015, le « groupement pour la défense de l’environnement dans l’arrondissement de Montreuil » (GDEAM) dénonce le défrichage sur 19 hectares de parcelles classées en zone protégée, sans autorisation administrative préalable, et porte l'affaire devant le tribunal. En 2019, le tribunal correctionnel de Boulogne-sur-Mer, par jugement prononcé en première instance et confirmé en appel en 2021, condamne le golf et son propriétaire à remettre en état les parcelles concernées et à verser 33 338 €, à titre de réparation, au GDEAM.
En 2023, le golf du Touquet-Paris-Plage reçoit le « label golf pour la biodiversité » mention argent, décerné par la Fédération française de golf (FFG) pour la prise en compte de la faune et de la flore.

## Galerie

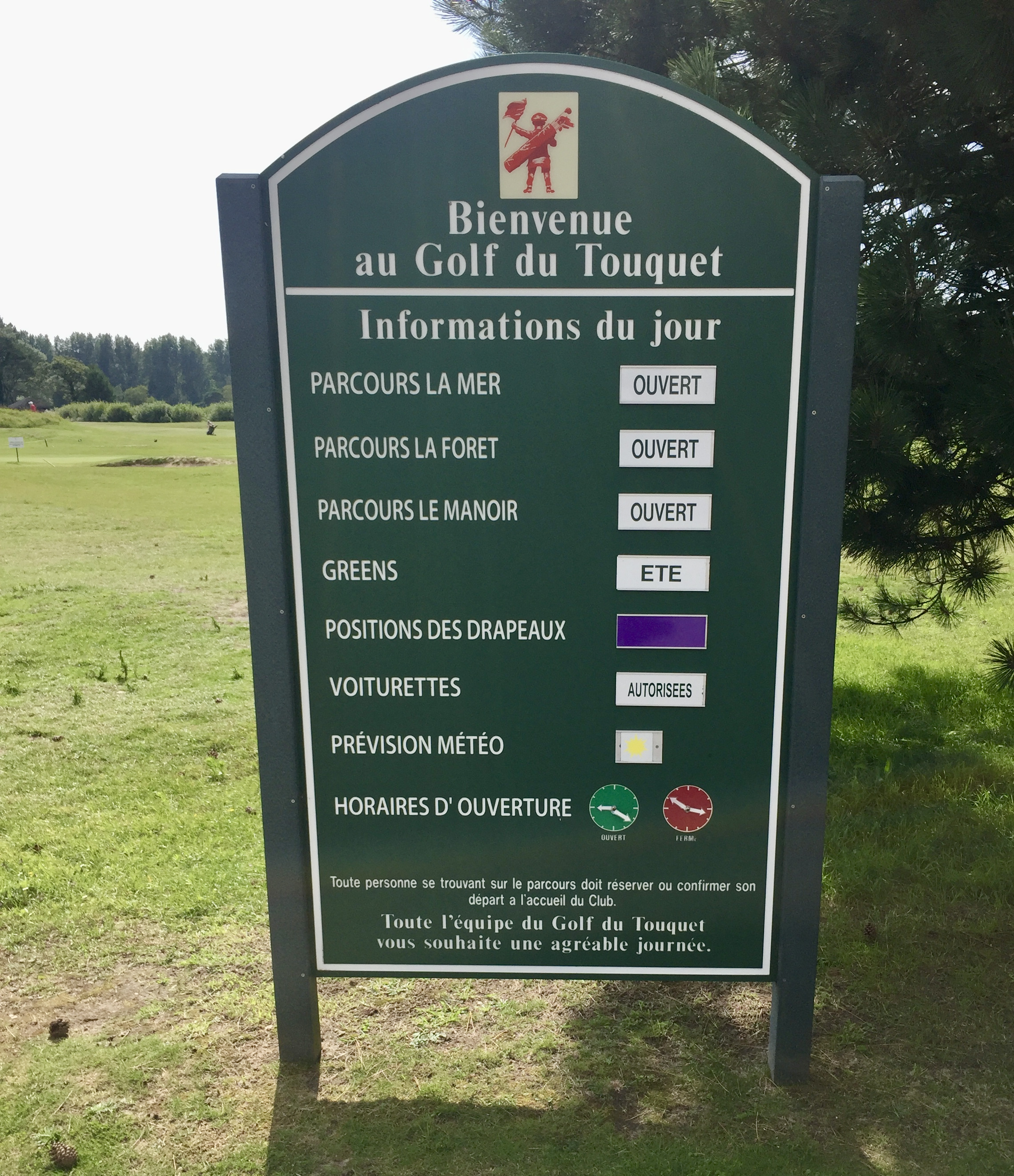
Le panneau d'accueil.
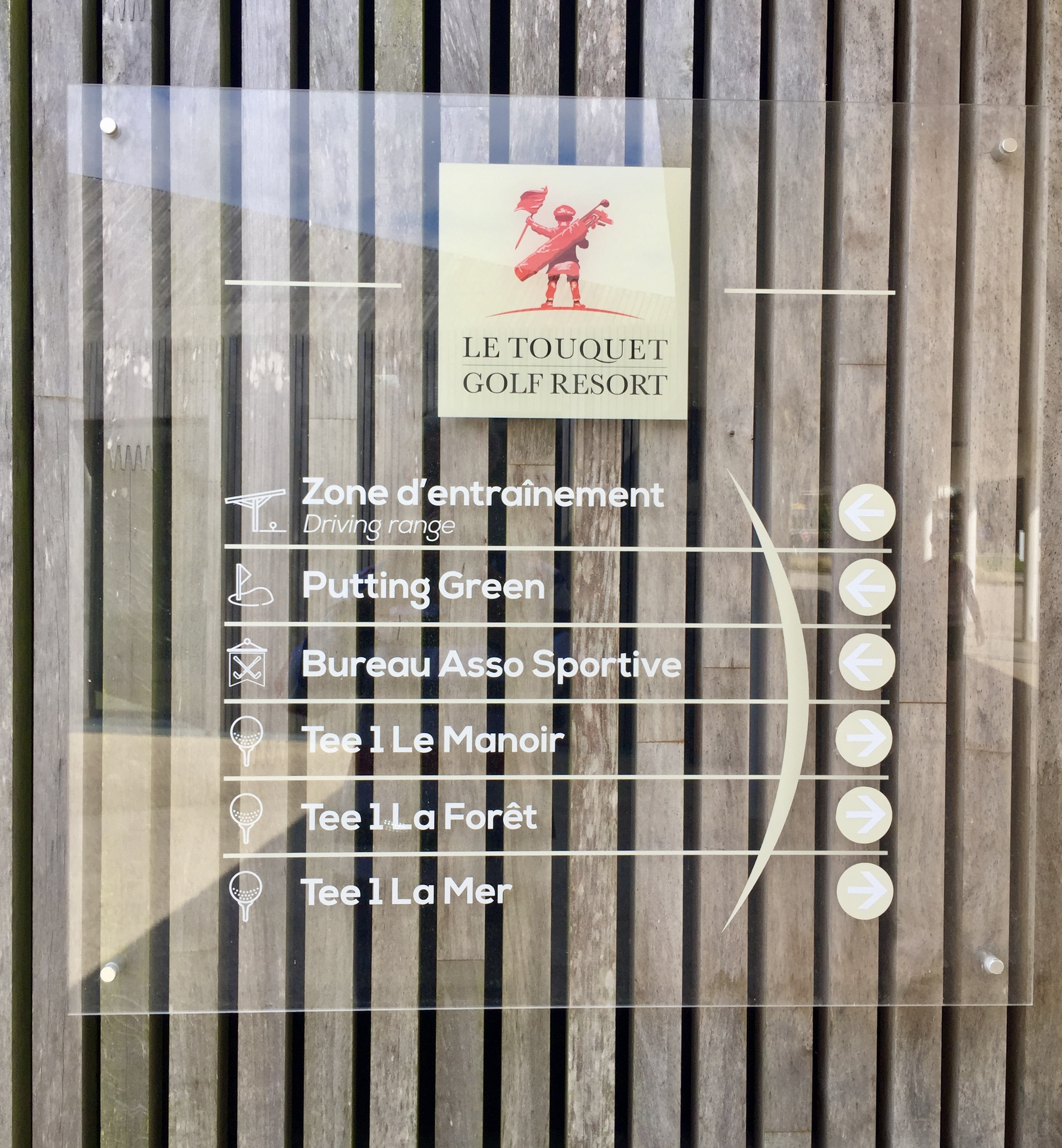
Le panneau d'orientation.
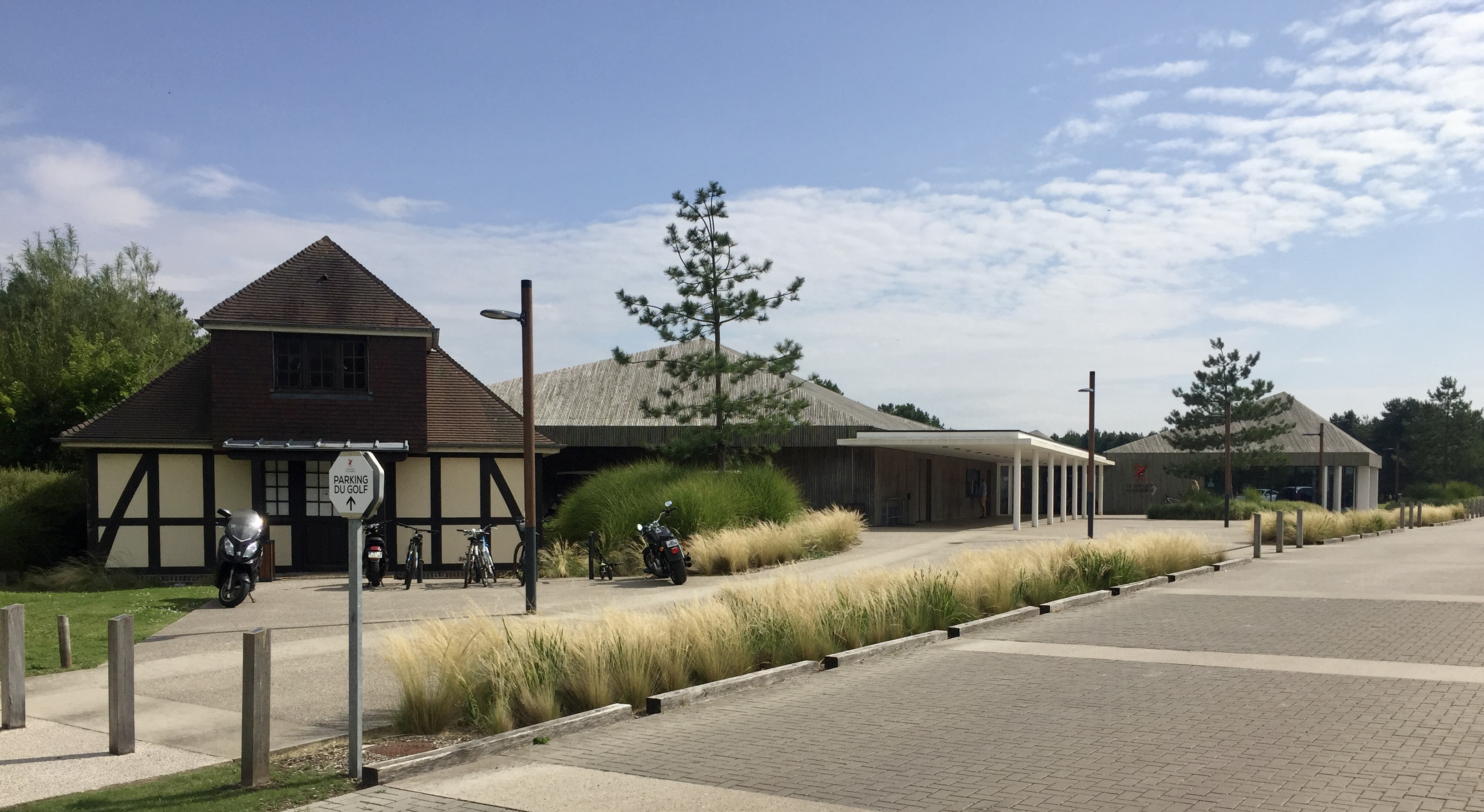
Le nouveau club-house de 2016.
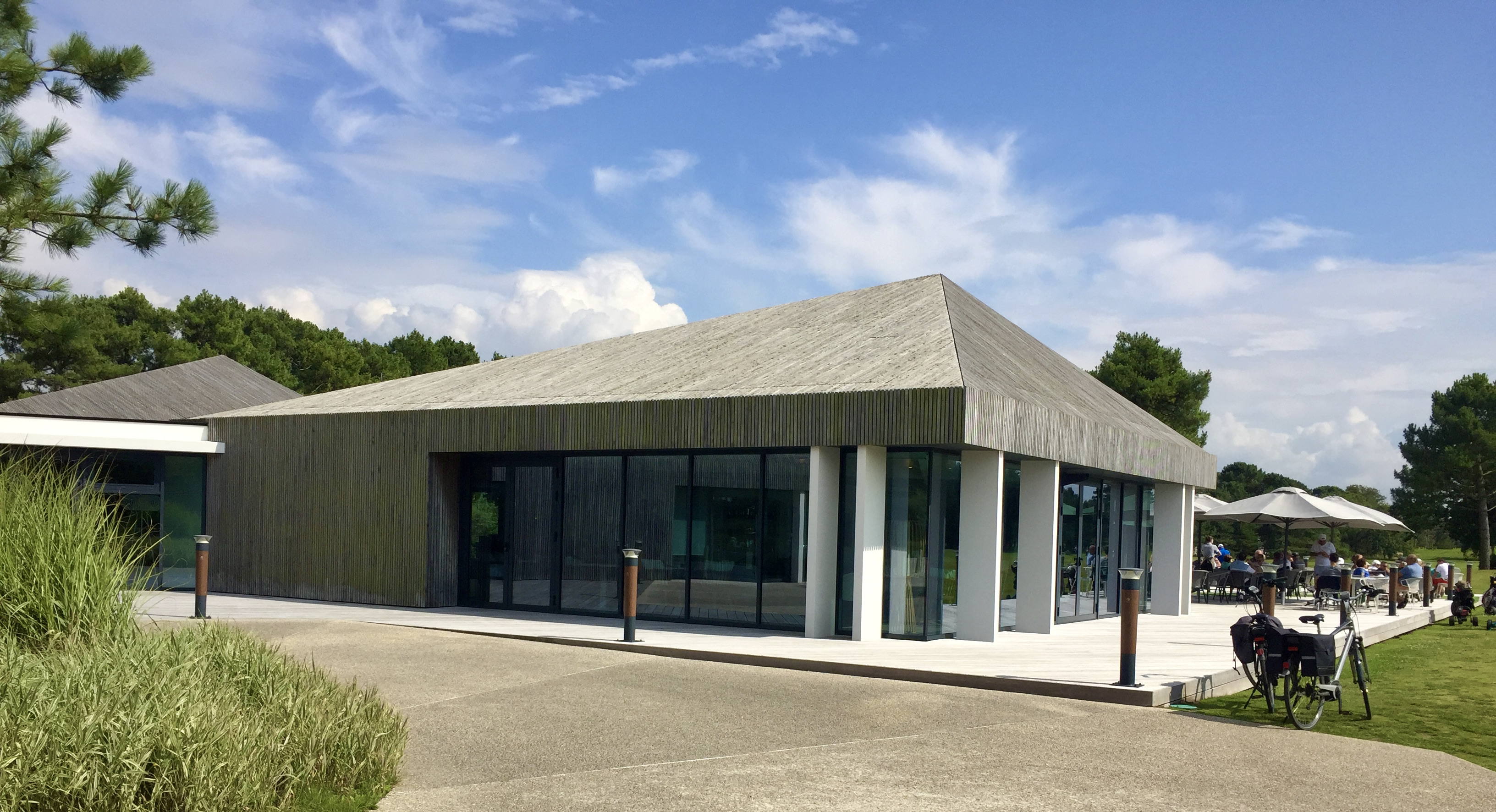
Le nouveau club-house de 2016, l'espace brasserie.
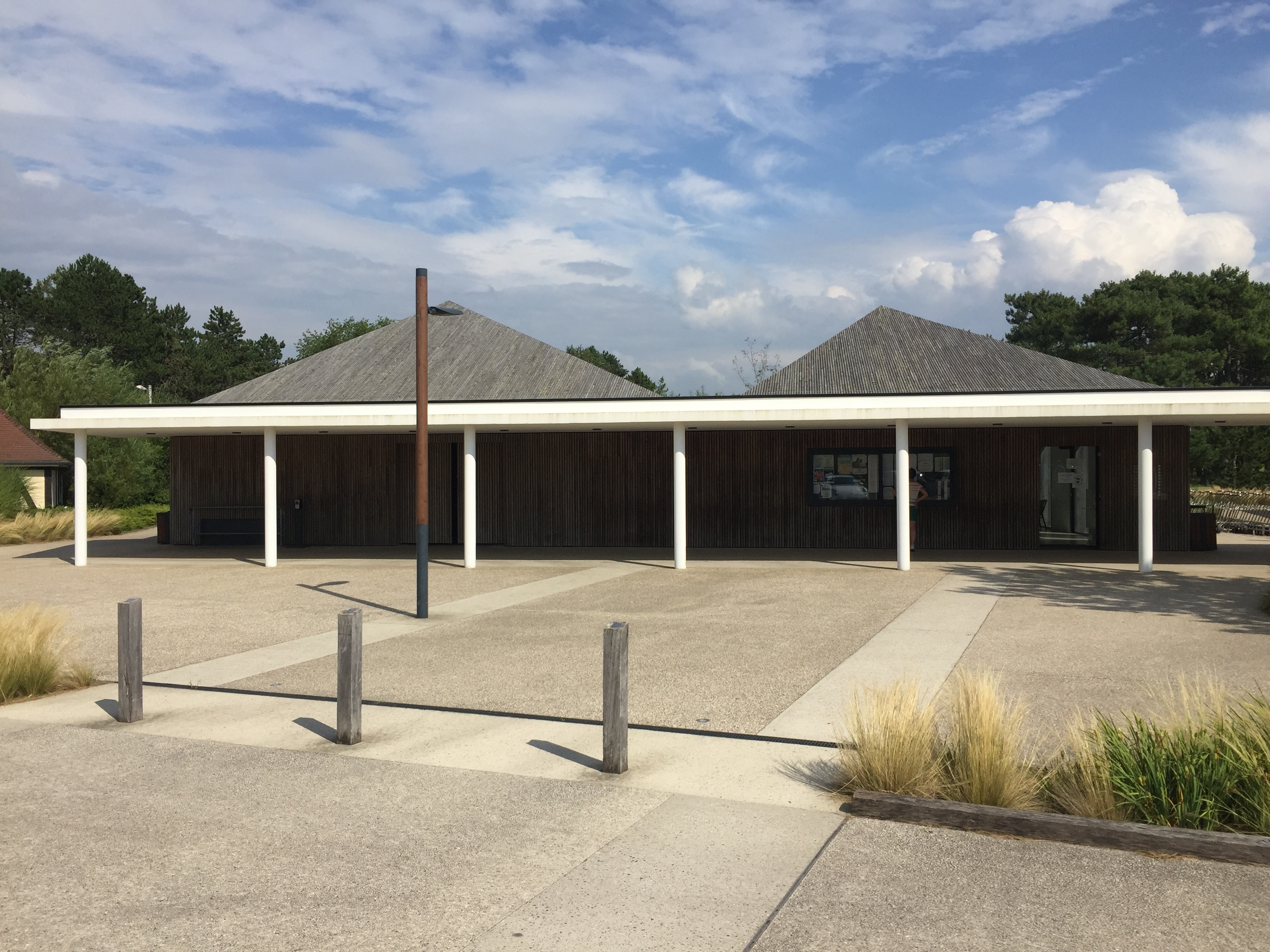
Le nouveau club-house de 2016, les vestiaires.
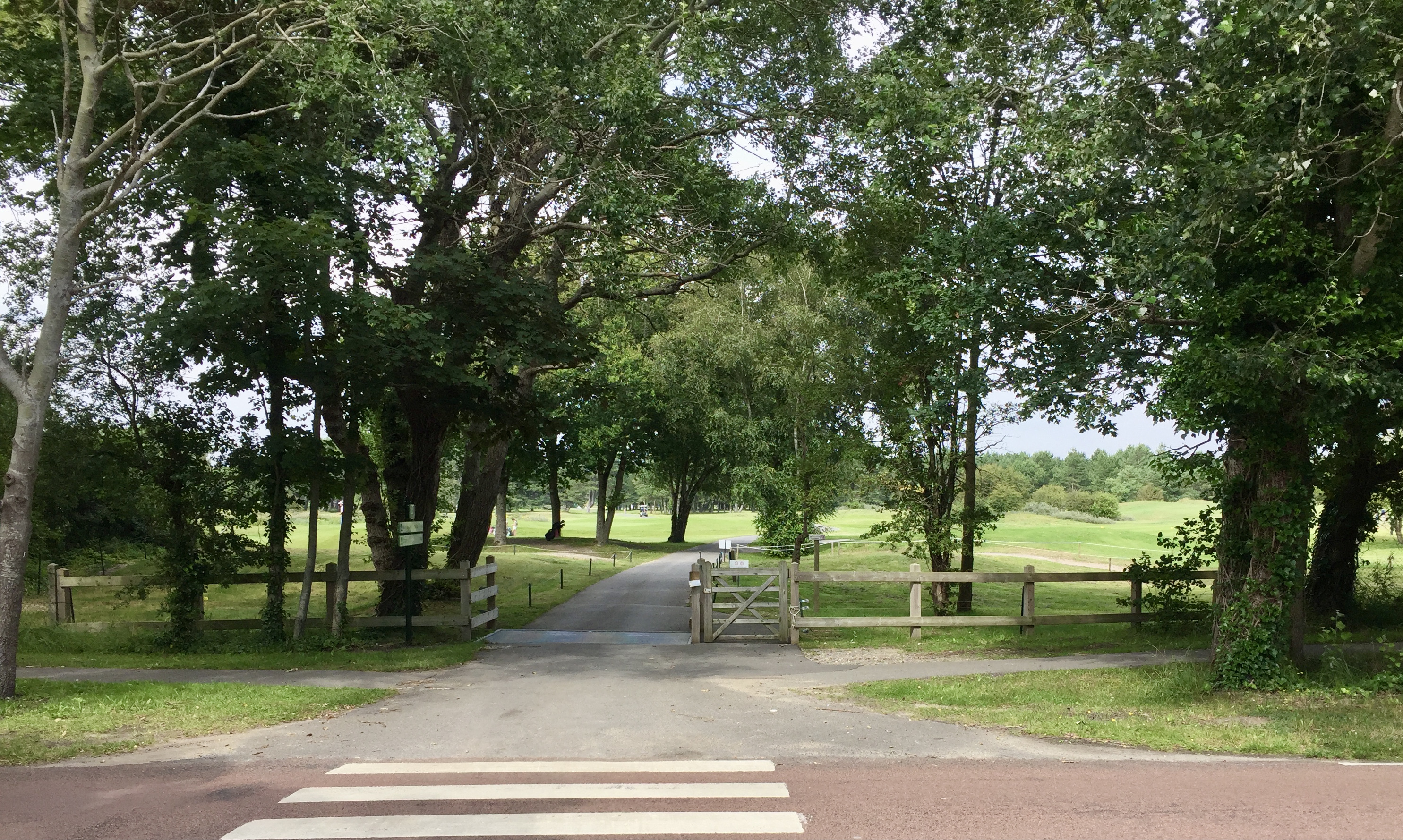
Le parcours de La Forêt.
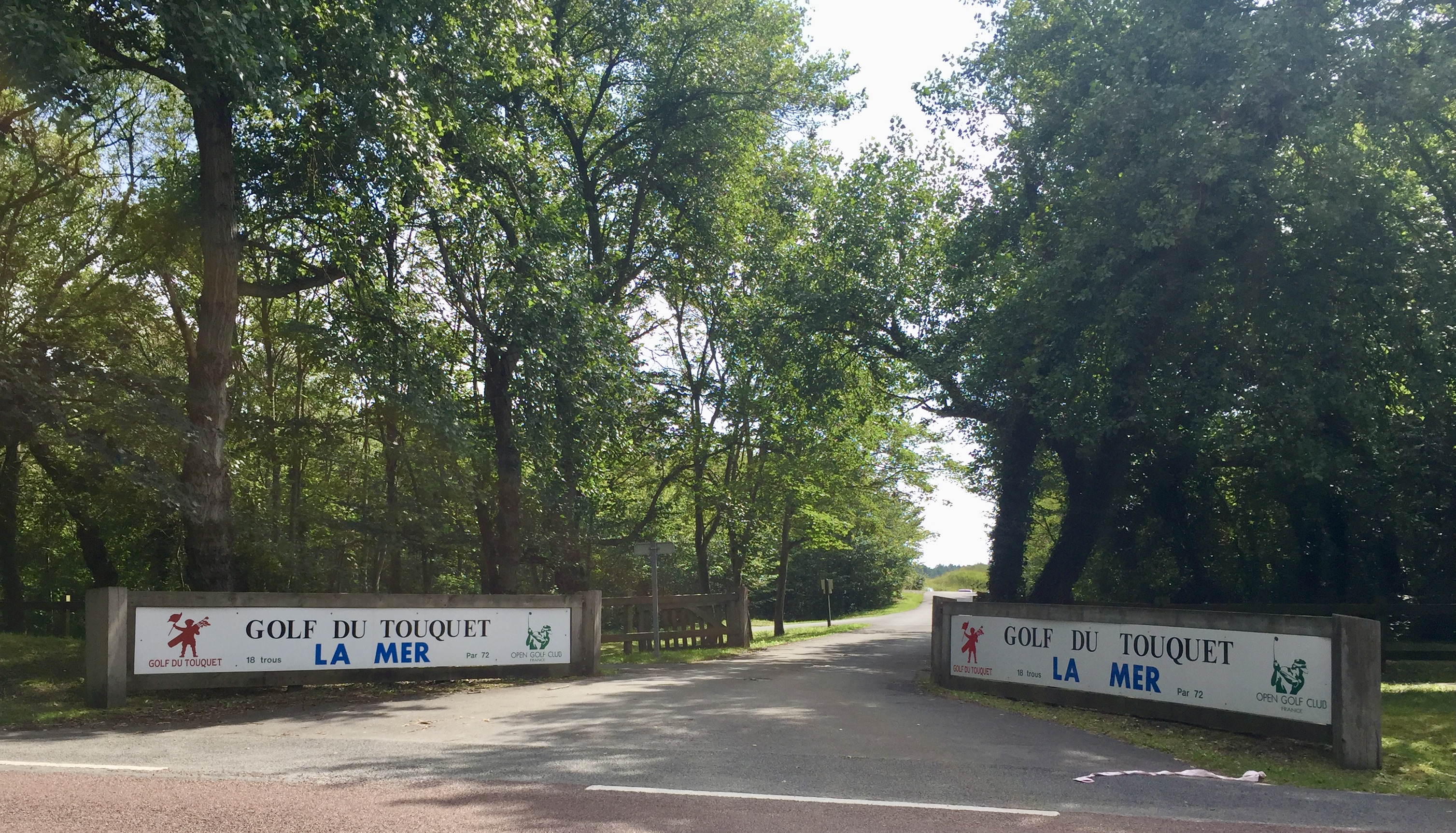
L'entrée du parcours de La Mer.

## Hébergement

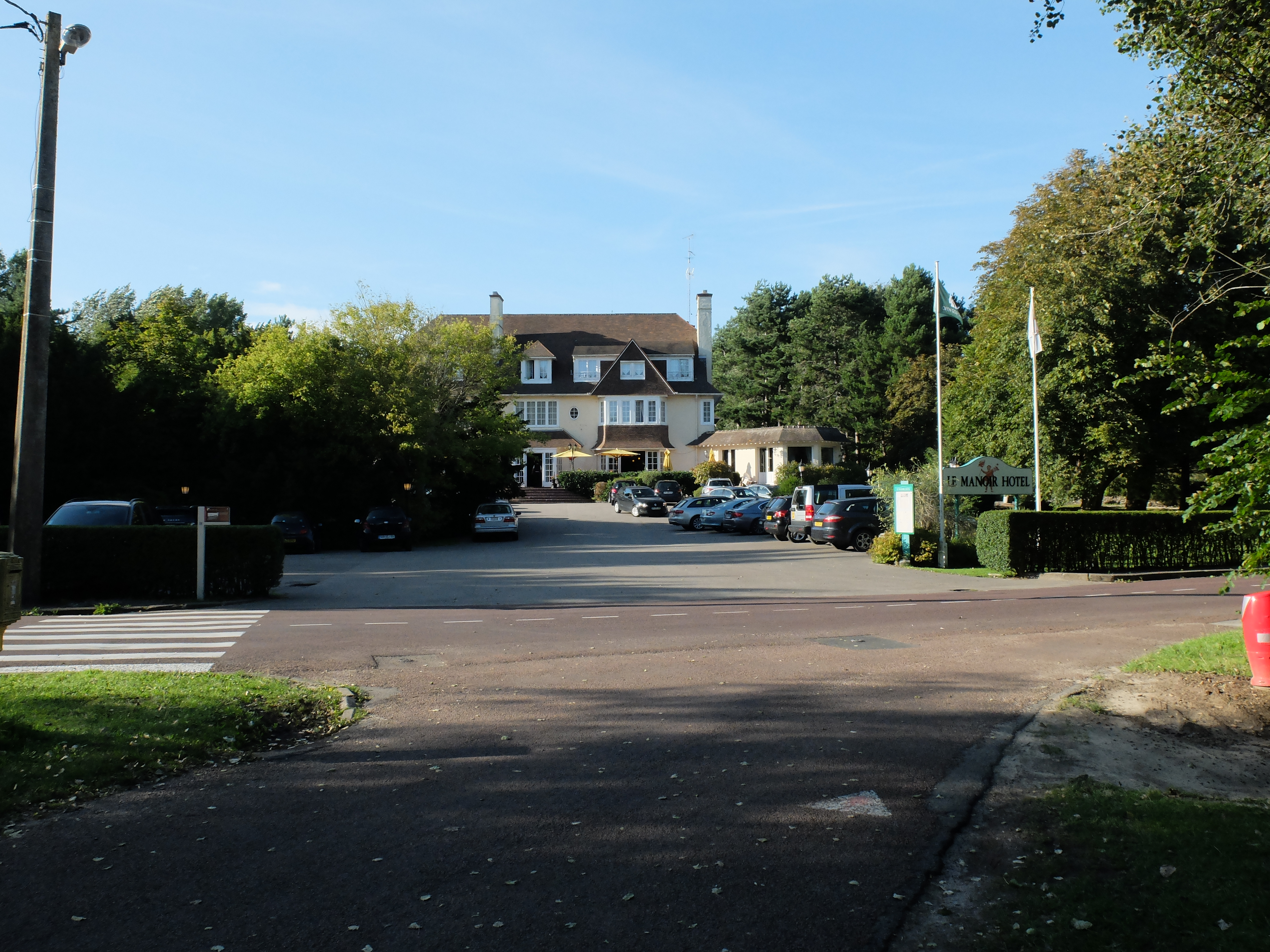
Le Manoir Hôtel.

Le Manoir Hôtel*** (41 chambres) situé en face du golf, accueille toute l’année des golfeurs de toute l’Europe venus vivre leur passion du golf et se détendre dans une atmosphère feutrée autour d’un service personnalisé et d’une gastronomie renommée dans toute la région.
Le Manoir Hôtel est l'ancienne demeure familiale construite en 1911 par le fondateur du célèbre Golf du Touquet, Allen Stoneham.

## Pour approfondir

### Ouvrages
- J. Chauvet, C. Béal et F. Holuigue, Le Touquet-Paris-Plage à l'aube de son nouveau siècle 1882 - 1982, Éditions Flandres-Artois-Côte d'Opale, avril 1982

1. ↑  p. 19.

- Société académique du Touquet-Paris-Plage, 1912-2012 Un siècle d'histoires, Le Touquet-Paris-Plage, Éditions Henry, 2011, 226 p. (ISBN 978-2-917698-93-8)

1. 1 2 3  p. 118, écrits de Donald Grégoire.

### Autres sources
1. ↑  « GOLF DU TOUQUET - Parcours « La Forêt » », sur golflounge.com (consulté le 10 octobre 2019).
2. ↑  « Le Touquet (La Mer) - North East France - France », sur top100golfcourses.com (consulté le 4 août 2021).
3. ↑  
« Le golf », sur le site de l'office de tourisme du Touquet-Paris-Plage (consulté le 19 janvier 2012)
4. ↑  Société académique du Touquet-Paris-Plage, chronologie du Touquet-Paris-Plage dactylographiée par Fernand Holuigue, secrétaire perpétuel.
5. ↑  Patrick Flahaut, Les années sombres du Touquet-Paris-Plage, Éditions Arthémuse, 2010 (ISBN 2-91256-333-X), p. 87.
6. ↑  « supplément Figaro », quotidien,‎ 13 juin 1938 (lire en ligne, consulté le 18 octobre 2019).
7. ↑  « Loi du 10 septembre 1940 prévoyant la nomination d’administrateurs provisoires dans les entreprises privées de leurs dirigeants », Journal officiel de la République française, no 0274 du 26 octobre 1940, sur le site legifrance.gouv.fr
8. ↑  « Décret du 16 janvier 1941 relatif à l’application de la loi du 10 septembre 1940… » sur le site francearchives.fr.
9. ↑  « Journal officiel de la République française », quotidien, no 280,‎ 11 octobre 1941 (lire en ligne, consulté le 12 avril 2022).
10. ↑  La fonction de secrétaire d'État à la production industrielle étant alors exercée par l'industriel Pierre Pucheu (1899-1944).
11. ↑  « Un club-house à la hauteur de la réputation du golf », sur letouquetgolfresort.com (consulté le 4 août 2021).
12. ↑  « Open Golf Club », sur opengolfclub.com (consulté le 11 septembre 2019).
13. ↑  Fabrice Leviel, « Le propriétaire du golf du Touquet condamné à verser 33 338 € aux écologistes du GDEAM », La Voix du Nord,‎ 15 septembre 2021 (lire en ligne, consulté le 28 décembre 2023).
14. ↑  Cécile Legrand-Steeland, « Comment le golf du Touquet s’y prend pour restaurer et préserver la nature (1/2) », La Voix du Nord,‎ 27 décembre 2023 (lire en ligne, consulté le 28 décembre 2023).
15. ↑  « Open Golf Club », sur opengolfclub.com (consulté le 11 septembre 2019).
16. ↑  Emmanuelle Morice, « Hôtel Le Manoir au Touquet-Paris-Plage » (consulté le 20 octobre 2019).